# Микенска цивилизација
Микенска цивилизација (око 1600. п. н. е. — 1100. п. н. е.) је култура бронзаног доба која је добила назив по археолошком локалитету Микени. За њено откриће заслужан је немачки археолог аматер Хајнрих Шлиман, чијом иницијативом и залагањем је покренут цео подухват 70-их година 19. века. Археолошким ископавањем Микене открило се да је она поседовала знатно богатство и моћ још негде почетком 18. века п. н. е, мада је било сличних места у копненом делу Грчке (углавном на Пелопонезу) из тог периода за које се исто то може рећи. Исто тако, не постоји довољно убедљив доказ да је Грчка тада била политички уједињена, при чему би Микена била њен центар, и чиме би било оправдано име поменуте културе. 		 
Оно што се поуздано зна јесте да су носиоци ове културе, које је Шлиман прозвао Микењанима, били део велике индоевропске породице народа, која се иселила из прапостојбине и раширила по јужној и западној Европи, Индији и Персији. Једна таква група дошла је са севера на територију копнене Грчке око 1900. године п. н. е, успела да завлада њоме претходно покоривши аутохтоно становништво. Према грчкој традицији, та новодошла племена су били Ахајци. Њихова култура суштински се ослањала на минојску културу са острва Крита, будући да су Минојци неко време политички владали и Микеном.
Између 1400. и 1200. године п. н. е, микенска култура је достигла свој највећи зенит, што је констатовано на основу броја моћних монархија, чија су седишта била смештена у утврђеним резиденцијама. У то време микенска елита инвестирала је своје богатство у изградњу палата и импресивних фортификација широм целе копнене Грчке. Места попут Микене, Тиринта и Мидеје у Арголиди, Пила у Месенији, Глаа и Тебе у Беотији и Вола у Тесалији само су нека од таквих. Микенске палате биле су те које су одржавале везе са источноегејским и блискоисточним цивилизацијама. У почетку су то радиле посредством минојског Крита, да би после одређеног времена, након што су га покориле крајем 15. века п. н. е, преузеле ствар у своје руке.
Али, константно ратовање које се водило између микенских краљевства, а у исто време и са страним освајачима, довело је до пропадања палата, а самим тим и до дезинтеграције микенске културе што је датирано око 1100. године п. н. е. Истовремено, са разарањем микенске културе наступило је доба дубоке социјално-економске и културне промене у егејском басену (види Мрачно доба). Упркос томе, микенски митови и легенде преживели су и ову фазу развоја грчке културе, и то пре свега захваљујући усменом предању.

## Хронологија
| Културан период                                           | Период за керамици                                                                                         | п. н. е.                                                                    |
| Рани микенски период (приближно 1750—1400 п. н. е.)       | Средњехеладски III (MH III) Каснохеладски I (LH I) Каснохеладски II A (LH IIA) Каснохеладски II B (LH IIB) | 1750/20 — 1700/1675 1700/1675 — 1635/00 1635/00 — 1480/70 1480/70 — 1420/10 |
| Дворско бронзано доба (приближно 1400—1200 п. н. е.)      | Каснохеладски III A1 (LH IIIA1) Каснохеладски III A2 (LH IIIA2) Каснохеладски III B (LH IIIB)              | 1420/10 — 1390/70 1390/70 — 1330/15 1330/15 — 1210/1200                     |
| Последворско бронзано доба (приближно 1200—1050 п. н. е.) | Каснохеладски III C (LH IIIC) Рани Средњи Касни                                                            | 1210/1200 — 1070/40 1210/1200 — 1170/60 1170/60 — 1100 1100—1070/40         |

| Период                       | Крит (п. н. е.)      | Континент (п. н. е.) |
| Касни минојски/хеладски II   | 1425 — 1390          | 1440 — 1390          |
| Касни минојски/хеладски IIIA | 1390 — 1340/1330     | 1390 — 1340/1330     |
| Касни минојски/хеладски IIIB | 1340/1330 — око 1190 | 1340/1330 — 1180     |
| Касни минојски/хеладски IIIC | око 1190 — око 1070  | 1180 — 1065          |

## Истраживачи

### Археолози
Хајнрих Шлиман био је предузимач, самоук археолог који је водио ископавања у Микени, Тиринту и Орхомену. Откривши важне артефакте цивилизације из периода другог миленијума пре нове ере, назвао је ову културу микенском.
Вилхелм Дерпфелд - археолог, који је активно учествовао у ископавању Микена и Тиринта заједно са Шлиманом. Често је исправљао Шлиманове грешке у организацији ископавања и интерпретацији резултата. Открио је велики броj куполастих гробница (толоса) на Пелопонезу. Утврдио је да су градилиште и толоси у Трифилији припадали микенском граду Пилосу, у коме је живео и владао легендарни краљ Нестор. Ова хипотеза касније није потврђена.
Христос Цундас - археолог, проводио је раскопавања у Микену, Тиринту, Лаконији и Тесалији, независно од Шлимана и Дерпфелда. Он је проширио раскопувања у Микену, откривши велик број толоса ван и цистерну унутар акропоља Микене, а такође је открио централну палату унутар акропоља. У Лаконији је вршио раскопавања у месту Вафио, где је открио толос с нетакнутим погребом. Пре се мислило, да је толос ризница (на пример ризница Атреја у Микену). Цундас је својим налазом доказао да је толос погреб. У Тиринту је открио и описао палату унутар акропоља.
Артур Еванс - историчар и археолог, који је спроводио раскопавања у Кнососу. Систематски је изучио развитак критског писма (критски хијероглифи и линеарно писмо А). У време раскопавања Кнососа такође је открио и описао велики броj глинених таблица линеарног писма Б. Критска архива таблица до сада је међу највећима по броју нађених таблица.
Карл Блеген и Константинос Куруњотис - археолози који су открили микенски Пилос близу села Хор. Током раскопавања су нашли Палату Нестора, у којој су нашли велики броj изузетних открића и други по обиму архив глинених таблица линеарног писма Б. Овај архив био није објављен Блегеном. Када је Мајкл Вентрис је објавио свој рад по дешифровању линеарног писма Б, Блеген је применио хипотезу Вентриса и независно од њега потврдио тачност хипотезе.
Алан Вејс - археолог, микенолог систематски научио погреби Микен. Он је одредио хронолошку доследност погреба у Микену. Микенски камерни погреби били су старији микенских шахтних (јамских) погреба, а толоси били су најновијом формом микенских погреба. Алан Вејс и Карл Блеген бранили су аутохтону хипотезу микенске цивилизације у границима опште континенталне хеладске цивилизације супротно Артуру Евансу, који утврдио је да микенска цивилизација био је комада минојске цивилизације. Континуитет микенских погреба, установљена Вејсом, потврдио је хипотезу аутохтоност микенске цивилизације. Алан Вејс такође је спроводио раскопавања у Лаконији, у светилишту Менелаејон, и наишао је тамо позну микенску грађевину из тугле.

### Лингвисти
Алиса Кобер - историчар и филолог, систематски учила линеарно писмо Б. Она одредио је важне закономерност за нареднога дешифровања овога писма. Кобер систематизовао је лексику линеарног писма Б. Она одвојио је "коберине тројке" - примери мењања речи од склањања у падежима. Кобер доказао је, да језик линеарног писма Б је флексивни. У таквима језицима реч изменити се је с помоћи морфема, носећи донекле значења у себи. То усмерио је дешифровичара за изучавању баш индоевропских језика, онако како баш та група језика био је флексивна, за разлику од, на пример, семитских језика. Такође Кобер разјаснио је низ особености у међусобне флективног језика са слоговним писмом. Кобер могао је дешифровати сви идеограми животиња и људи. Кобер умро је, тако и до краја не дешифровавши линеарно писмо Б.
Мајкл Вентрис - архитекта, самоучен лингвист, доказавши, да линеарно писмо Б предаваше микенски језик - најдревнију форму грчког језика. Мајкл од детињства изучавше критске писмо. У почетку, Мајкл мишљаше, да линеарно писмо Б предаваше етрурски језик. Коберово наслеђе је помогао добро Мајклу у дешифровању, скративши време и напори. Кључним тренутком у дешифровању линеарног писма Б постајао је идеја Мајкла применити извесни старогрчки топоними Крита за критски архив глинених таблица. Сваки упоређен топоним испољаваше значење слогова, од којих састојаху други топоними. Испала се ланчана реакција дешифровању је довео Вентриса к састављању дела силабичке азбуке. Але ово није доказиваше, да линеарно писмо Б предаваше микенски језик, јер топоними могли су се десити од старијег језика. После овог Мајкл применио је своју силабичку азбуку к другим словам од таблица. Као показало линеарно писмо Б предаваше микенски језик.
Емет Лесли Бенет - филолог класичних језика, микенолог, ученик Карла Блегена. За сав свој живот он је успео сарађиваше с Кобер, Вентрисом и Чедвиком. Он је каталогизирао знакови линеарног писма Б заједно са Кобер. Он је сарађивао са Вентрисом у дешифровању линеарног писма Б. Он је издао корпуси таблица из Кнососа, Пилоса и Микене заједно са Чедвиком. Такође он је водио своје паралелно дешифровање линеарног писма Б. Он је открио различити рукописи на глинених таблицама, да ово је помогао распознати оштећени и нечитљиви слогови и тачније саставити списак слогова линеарног писма Б.
Џон Чедвик - лингвист, специјалист из старогрчкому језику, завршио дешифровање линеарног писма Б, које почео је Мајкл Вентрис, але није завршио због смрти. У време својег дешифровања Вентрису био потребан специјалист из старогрчкому језику, Џон Чедвик је повезао се са Вентрисом и предложио своју помоћ. У границама заједничког рада Чедвик је реконструирао граматику микенског језика и прецизирао је низ слогова. Касније смрти Мајкла Вентриса Џон Чедвик настави рад на линеарним писмом Б и почео је водећим специјалистом у овој области. Заједно са Еметом Бенетом је опремио и објавио корпус натписи линеарног писма Б.

### Микенолози
Због акумулације знања о микенској цивилизацији путем археолошких и лингвистичких открића формирао је се нова област знања - микенологија. Микенологија је историјска дисциплина, предметом којој је микенска цивилизација, ње архитектура, економија, топономика, историја, друштво, свакодневни живот, керамика и тако даље. Од свих микенолога може одвојити следеће истраживаче: Антонин Бартоњек, Жан-Пјер Оливије, Николај Казански, Хосе Мелена и Томас Палајма.

## Друштвена и политичка структура
Ахајски државе били су царствима. Микенско друштво био је раздељено на различите класе. Ове класе формирали су се таквима чиниоцима, како местом рођења човека, статусом њега породице, полом и производном делатности. Друштво био је раздељено на две класе: владајуће и потчињене. Сама владајућа класа био је раздељена на два дела: највише и месне.
Највиша владајућа класа био је апаратом управљања, којим руководио је монарх — ванакт, затим пратио је њега први министар але престолонаследник, але главни војсковођа — лавагет (интерпретацији ове дужности разликују се). Затим пратио је свита монарха — геквети. Геквети могли су бити како представницима царског рода, тако и просто врховнима чиновникима.
Месне владајућа класа подчињавао је се највишој владајућој класи. Ова класа испуњавао је наруџбине за извршењеа роба и производњу ресурса, је скупљао и опремио војске. У овој класи били су василевси, коретери и прокоретери. Василевси били су вођама области. Коретери били су вођама насеља, а прокоретери били су њих заменицима.
Потчињена класа називао је се дамос. Ово били су слободни људи различитих професија. Највиши слој дамоса је телести. Телести били су месним родовским племством. У микенском друштву били су робови. Дискусија о положају робова не завршена. Да ли су робови били својином слободног човека, као у антици, или био је други механизам зависнисти ових људи, ово је не познато.

## Микена
Један од највећих центара високе културе која се распростирала територијом континенталне Грчке у раздобљу 17 — 13. века п. н. е. била је Микена. Предања из потоњих времена сведочила су о богатству и моћи Микене. Хомер је зове »богатом златом«.
| „                | Оче Диве, Ајант нек добије коцку ил’ синак Тидејев ил’ сам краљ Микене богате златом! *** Још два јуначка копља са меденим оковом оштра узме Агамемнон, а с њих до небеса далеко сјала се мед. Тада загрме Атена и Хера одајућ’ пошту краљу Микене богате златом. | ” |
| — Илијада, Хомер | |   |

Откопавање Микене први је започео Шлиман 1874. године. Он је 28. новембра 1876. године послао чувени телеграм ондашњем грчком краљу Ђорђу у којем је саопштио да је пронашао Агамемнонову гробницу. У ствари, радило се о томе да је на западној падини микенског брега, десно од Лављих врата, откривено шест гробница (тзв. »круг гробова A«), у којима је сахрањено деветнаесторо особа (9 мушкараца, 8 женâ и двоје одојчади), и које датирају око 1550 — 1450. године п. н. е. (познохеладски  период). Предмети пронађени у њима били су изузетно драгоцени. Поред пет златних масака, међу којима је и она за коју је Шлиман веровао да је припадала Агамемнону, нашло се још и свакојаког накита (огрлице, круне, прстење, наруквице), десетине бронзаних рапира са орнаменталним јабучицама и тешких копаља, пет кратких бодежа украшених сценама из лова у злату, сребру и црном емајлу, безброј ћилибарских перли и много тога сличног. Стил у којем су многи од поменутих предмета израђени указује на утицај са Крита, али је он реинтерпретиран на аутохтони начин.
Међутим, неких педесет метара северозападно од претходно поменуте гробнице, тачније на једном платоу опасаном дебелим зидом киклопске градње, 1952. године нађено је и откопано још 24 гробова (тзв. »круг гробова B«). Грнчарија и остали налази нађени у гробовима указују на то да је ова гробница била у употреби од 1650 до 1550. године п. н. е. (познохеладски  период). За разлику од раније поменутог »круга гробова А«, где је преовлађивало посуђе од бронзе, сребра и злата, у овом кругу гробова преовлађивали су судови од керамике (нарочито пехари).
- Микенски живописи
- Кнос (1580 - 1530. п. н. е.)
- Кнос (1580 - 1530. п. н. е.)
- Кнос (1600 - 1450. п. н. е.)
- Фреска "Акробата с биком" Кнос (1600 - 1450. п. н. е.)
- Фреска "Парижанка" Кнос (1450 - 1350/1300. п. н. е.)
- Филакопи, острво Милос
- Амнис, Крит
- Акротири, острво Фера (приб. 1600. п. н. е.)
- Акротири, острво Фера (1650 - 1500. п. н. е.)
- Фреска "Млади боксери" и "Антилољ", Акротири, острво Фера
- Фреска "Весна", Акротири, острво Фера, (2000-1600. п. н. е.)
- Акротири, острво Фера, (XVII в. п. н. е.)
- Акротири, острво Фера, (1650-1500. п. н. е.)

### Корпуси глинених таблица линеарног писма Б
- Duhoux, Yves; Morpurgo Davies, Anna, ур. (2008). A Companion to Linear B. Mycennaean Greek Texts and their World (на језику: енглески). 1. Leuven, Belgium: Peeters Publishers. ISBN 978-90-429-1848-1.
- Duhoux, Yves; Morpurgo Davies, Anna, ур. (2011). A Companion to Linear B. Mycennaean Greek Texts and their World (на језику: енглески). 2. Leuven, Belgium: Peeters Publishers.
- Duhoux, Yves; Morpurgo Davies, Anna, ур. (2014). A Companion to Linear B. Mycennaean Greek Texts and their World (на језику: енглески). 3. Leuven, Belgium: Peeters Publishers. ISBN 978-90-429-2932-6.
- Fischer, Josef (2012). Die mykenische Palastwirtschaft. Aspekte frühgriechischen Wirtschaftslebens im Spiegel der Linear B-Texte. PHILIPPIKA. Marburger altertumskundliche Abhandlungen 53. (на језику: немачки). Wiesbaden: Otto Harrassowitz GmbH & Co. KG. ISBN 978-3-447-06722-5.
- Melena, Jose (2001). Textos griegos micénicos comentados (на језику: шпански).

#### Кносос
- Chadwick, J.; Godart, L.; Killen, J. T.; Olivier, J.-P.; Sacconi, A.; Sakellarakis, I. A. (1986). Corpus of mycenaean inscriptions from Knossos (на језику: енглески). I (1 - 1063). Cambridge, London, New York, New Rochelle, Melbourne, Sydney, Roma: Cambridge UP, Edizioni dell'Ateneo (Roma). ISBN 0-521-32022-4.
- Chadwick, J.; Godart, L.; Killen, J. T.; Olivier, J.-P.; Sacconi, A.; Sakellarakis, I. A. (1990). Corpus of mycenaean inscriptions from Knossos (на језику: енглески). II (1064 - 4495). Cambridge, London, New York, Port Chester, Melbourne, Sydney, Roma: Cambridge UP, Edizioni dell'Ateneo (Roma). ISBN 0-521-32023-2.
- Chadwick, J.; Godart, L.; Killen, J. T.; Olivier, J.-P.; Sacconi, A.; Sakellarakis, I. A. (1998). Corpus of mycenaean inscriptions from Knossos (на језику: енглески). IV (8000 - 9947). Cambridge, London, New York, Port Chester, Melbourne, Sydney, Pisa, Roma: Cambridge UP, Istituti Editoriali e Poligrafici Internazionali (Pisa, Roma).

#### Пилос
- Bennett, Emmett; Blegen, Carl (1956). The Pylos Tablets. Texts of the inscriptions found 1939—1954 (на језику: енглески). Cincinnati, USA: Princeton UP, Princeton.
- Bennett, Emmett; Olivier, Jean-Pierre (1973). „Vol. 1: Text and notes”. The Pylos Tablets Transcribed (на језику: енглески). Roma: Ed. dell’Ateneo.
- Melena, Jose; Firth, R. J. (2022). The Pylos tablets (на језику: шпански) (трећи изд.). Vitoria-Gasteiz, Шпанија: Universidad del País Vasco/Euskal Herriko Unibertsitatea. ISBN 978-84-1319-319-9.

### Антички извори
- Хомер (1990).  Я. М. Боровский, А. И. Зайцев, ур. Илиада (превод Н. И. Гнедича) Όμηρος. Ἰλιάς. Литературные памятники (на језику: руски). Лењинград: Наука. Ленинградское отделение. ISBN 5-02-027982-X.
- Хомер (1949).  М. Черневич, ур. Илиада (превод В. В. Вересаева) Όμηρος. Ἰλιάς (на језику: руски). Москва, Лењинград: Государственное Издательство Художественной Литературы.
- Хомер; Кун, Н. А. (2019).  Маршавин В. Н., ур. Илиада (перевод Н. И. Гнедича), Одиссея (перевод В. А. Жуковского); Что рассказывали древние греки о своих богах и героях. Полное издание в одном томе (на језику: руски). Москва: АЛЬФА-КНИГА. ISBN 978-5-9922-1206-8.
- Паусанија (1996). „Књиге I-IV”.  Ур.: Превод са старогрчког - С. П. Кондратьев. Опис Грчке Ελλάδος περιήγησις. Античная библиотека (на језику: руски). I. Санкт Петербург: Алетейя. ISBN 5-89329-006-2.
- Паусанија (1996). „Књиге V-X”.  Ур.: Превод са старогрчког - С. П. Кондратьев. Опис Грчке Ελλάδος περιήγησις. Античная библиотека (на језику: руски). II. Санкт Петербург: Алетейя. ISBN 5-89329-007-0.
- Страбон (1964).  Превод са старогрчког - Г. А. Стратановский, ур. Географија у седамнаесет књига. Классики науки (на језику: руски). Лењинград: Наука.

### Научна издавања
- Bartoněk, Antonin (2003). Handbuch des mykenischen Griechisch (на језику: немачки). Memmingen, Germany: Universitätverlag C. Winter Heidelberg GmbH. ISBN 3-8253-1435-9.
- Chadwick, John (1976). The Mycenaean World (на језику: енглески). Cambridge: Cambridge UP.
- Knodell, Alex (2021). „Introduction: An Archaeology of Early Greece”. Societies in Transition in Early Greece An Archaeological History (на језику: енглески). Oakland, California, USA: University of California Press.
- Palmer, Leonard Robert (1963). The Interpretation of Mycenaean Greek Texts (на језику: енглески). UK, Oxford: Oxford University Press.
- Ventris, Michael; Chadwick, John (1973). Documents in Mycenaean Greek (на језику: енглески) (Second edition изд.). Cambridge, UK: Cambridge UP. ISBN 0-521-08558-6.
- Андреев, Юрий (2002). От Евразии к Европе: Крит и Эгейский мир в эпоху бронзы и раннего железа (III — начало I тыс. до н. э.) (PDF) (на језику: руски). Санкт Петербург: Дмитрий Буланин (издательство). ISBN 5-86007-273-2.
- Ардзинба, Владислав; Дьяконов, Игорь; Янковская, Нинель (1988). „Глава II. Хеттское царство и Эгейский мир”. История Древнего Востока. Зарождение древнейших классовых обществ и первые очаги рабовладельческой цивилизации. Часть II. Передняя Азия, Египет (PDF) (на језику: руски). Москва: Наука, Главная редакция восточной литературы. стр. 118 — 201.
- Бартонек, Антонин (1991).  Пер. с чеш. О. П. Цыбенко, ур. Златообильные Микены. По следам исчезнувших культур Востока (на језику: руски). Москва: Наука, Главная редакция восточной литературы. ISBN 5-02-016573-5.
- Блаватская, Татьяна (1966). Ахейская Греция во втором тысячелетии до н. э. (на језику: руски). Москва: Наука, Главная редакция восточной литературы.
- Блаватская, Татьяна (1976). Греческое общество второго тысячелетия до новой эры и его культура (на језику: руски). Москва: Наука.
- Блаватская, Татьяна (1988). „Греция в период формирования раннеклассового общества (XXX—XII вв. до н. э.)”. История Европы (PDF) (на језику: руски). 1. Древняя Европа. Москва: Наука. стр. 138 — 172. ISBN 5-02-008937-0.
- Гиндин, Леонид; Цымбурский, Вадим (1996). Гомер и история Восточного Средиземноморья (PDF) (на језику: руски). Москва: Восточная литература. ISBN 5-02-017764-4.
- Гринбаум, Натан (2001). Микенологические этюды (1959—1997). Античная библиотека (на језику: руски). Санкт Петербург: Алетейя. ISBN 5-89329-416-5.
- Ленцман, Яков (1955). „Расшифровка крито-микенских надписей” (журнал) (на језику: руски) (9) (Вопросы истории изд.). Российская академия наук: 181 — 186.
- Ленцман, Яков (1963). Рабство в микенской и гомеровской Греции. Исследования по истории рабства в античном мире (на језику: руски). Москва: Издательство АН СССР.
- Лурье, Соломон (1957). Язык и культура микенской Греции (на језику: руски). Москва, Лењинград: Издательство Академии наук СССР.
- Молчанов, Аркадий (2000). Социальные структуры и общественные отношения в Греции II тысячелетия до н. э. (проблемы источниковедения миноистики и микенологии) (на језику: руски). Москва: Издательство Института всеобщей истории РАН.
- Молчанов, Аркадий; Нерознак, Владимир; Шарыпкин, Сергей (1988). Памятники древнейшей греческой письменности (введение в микенологию) (на језику: руски). Москва: "Наука". ISBN 5-02-010895-2.
- Полякова, Галина (1978).  М. А. Коростовцев, ур. Социально-политическая структура пилосского общества (по данным линейного письма Б) (на језику: руски). Москва: Наука.
- Тейлор, Уильям (2003). Микенцы. Подданные царя Миноса. Загадки древних цивилизаций (на језику: руски). Москва: Центрполиграф. ISBN 5-9524-0526-6.
- Превод са енглеског Азаркович Т., ур. (1997). Удивительные эгейские царства (PDF). Энциклопедия "Исчезнувшие цивилизации" (на језику: руски). Москва: Терра. ISBN 5-300-00871-0.
- Щукарев А. Н. (1890—1907). „Микенские древности”. Энциклопедический словарь Брокгауза и Ефрона : в 86 т. (82 т. и 4 доп.). Санкт-Петебург: АО «Ф. А. Брокгауз — И. А. Ефрон».

### Речници
- Smith, William (1870). Dictionary of Greek and Roman Geography (на језику: енглески). I, II. Boston, USA: Little, Brown, and Co.
- Дворецкий, И. Х. (1958). Древнегреческо-русский словарь (на језику: руски). 1, 2. Москва: Государственное издательство иностранных и национальных словарей.
- Казанскене, В. П.; Казанский, Н. Н. (1986). Предметно-понятийный словарь греческого языка. Крито-микенский период (на језику: руски). Лењинград: Наука.
- Любкер, Ф. (1885). Реальный словарь классических древностей (на језику: руски). Санкт Петербург: типография Суворина А. С.

### Други извори
- Struve, V. V. (1962).  Kožemjakin, Nina, ур. Stara Grčka' (на језику: српскохрватски). Sarajevo.
- Homer (1988).  Flašar, Miron; Đurić, Miloš N., ур. Ilijada (на језику: српскохрватски). Prosveta. ISBN 978-86-07-00165-1.
- Carl Waldman, Catherine Mason (2006). Encyclopedia of European peoples. New York..
- Alden, Maureen Joan (2000). Well Built Mycenae (Volume 7): The Prehistoric Cemetery – pre-Mycenaean and Early Mycenaean Graves. Oxford: Oxbow Books. ISBN 978-1-84-217018-2.
- Alexakha, Andrey (2016). „A Model of Social Progress”. The Journal of European Economic History. 3: 137—209.
- Beckwith, Christopher I. (2009). Empires of the Silk Road: A History of Central Eurasia from the Bronze Age to the Present. Princeton and Oxford: Princeton University Press. ISBN 978-0-691-13589-2.
- Billigmeier, Jon-Christian; Turner, Judy A. (1981). „The socio‐economic roles of women in Mycenaean Greece: A brief survey from evidence of the Linear B tablets”. Women's Studies. 8 (1–2): 3—20. doi:10.1080/00497878.1981.9978529.
- Burns, Bryan E. (2010). Mycenaean Greece, Mediterranean Commerce and the Formation of Identity (1st изд.). New York: Cambridge University Press. ISBN 9780521119542.
- D'Amato, Raphaelo; Salimbeti; illustrated by Giuseppe Rava, Andrea (2011). Bronze Age Greek Warrior 1600–1100 BC. Oxford, UK: Osprey Pub Co. ISBN 9781849081955.
- Balmuth, Miriam S.; Tykot, Robert H. (1998). Studies in Sardinian Archaeology, Volume 5. Ann Arbor, MI: Oxbow Books. ISBN 9781900188821.
- Beckman, Gary M.; Bryce, Trevor R.; Cline, Eric H. (2012). „Writings from the Ancient World: The Ahhiyawa Texts” (PDF). Writings from the Ancient World. Atlanta: Society of Biblical Literature. ISSN 1570-7008.
- Borza, Eugene N. (1992). In the Shadow of Olympus: The Emergence of Macedon. Princeton, NJ: Princeton University Press. ISBN 978-0-691-00880-6.
- Bryce, Trevor (2005). The Kingdom of the Hittites (New изд.). Oxford: Oxford University Press. ISBN 9780199279081.
- Budin, Stephanie Lynn (2009) [2004]. The Ancient Greeks: An Introduction. Oxford and New York: Oxford University Press. ISBN 978-0-19-537984-6.
- Castleden, Rodney (2005). The Mycenaeans. London and New York: Routledge. ISBN 978-0-415-36336-5.
- Cavanagh, William G.; Mee, Christopher (1998). A Private Place: Death in Prehistoric Greece [SIMA 125]. Jonsered: Paul Aströms Förlag. ISBN 978-9-17-081178-4.
- Chadwick, John; Baumbach, Lydia (1963). „The Mycenaean Greek Vocabulary”. Glotta. 41 (3/4): 157—271.
- Chadwick, John (1976). The Mycenaean World. Cambridge, UK: Cambridge University Press. ISBN 978-0-521-29037-1.
- Cline, Eric H. (2007). „Rethinking Mycenaean International Trade with Egypt and the Near East”.  Ур.: Galaty, M.; Parkinson, W. Rethinking Mycenaean Palaces II: Revised and Expanded Edition. Los Angeles, CA: Cotsen Institute of Archaeology. стр. 190—200.
- Cline, Eric H., ур. (2012). The Oxford Handbook of the Bronze Age Aegean. Oxford: Oxford University Press. ISBN 978-0-19-987360-9.
- Cline, Eric H. (2014). 1177 B.C. The Year Civilization Collapsed. Princeton, NJ: Princeton University Press. ISBN 978-1-40-084998-7.
- D'Amato, Raphaelo; Salimbeti, Andrea (2011). Bronze Age Greek Warrior 1600–1100 BC. Oxford: Osprey Publishing Company. ISBN 9781849081955.
- de la Cruz, José Clemente Martín (1988). „Mykenische Keramik aus Bronzezeitlichen Siedlungsschichten von Montoro am Guadalquivir”. Madrider Mitteilungen (29): 77—92.
- Dickinson, Oliver (1977). The Origins of Mycenaean Civilization. Götenberg: Paul Aströms Förlag.
- Dickinson, Oliver (децембар 1999). „Invasion, Migration and the Shaft Graves”. Bulletin of the Institute of Classical Studies. 43 (1): 97—107. doi:10.1111/j.2041-5370.1999.tb00480.x.
- Dickinson, Oliver (2006). The Aegean from Bronze Age to Iron Age: Continuity and Change between the Twelfth and Eighth Centuries BC. New York, NY: Routledge. ISBN 978-0-20-396836-9.
- Drews, Robert (1993). The End of the Bronze Age. Princeton, NJ: Princeton University Press. ISBN 978-0-69-102591-9.
- Evans, Arthur J. (1930). The Palace of Minos: A Comparative Account of the Successive Stages of the Early Cretan Civilization as Illustred by the Discoveries at Knossos (Band 3): The Great Transitional Age in the Northern and Eastern Sections of the Palace. London: Macmillan.
- Feuer, Bryan Avery (2004). Mycenaean Civilization: An Annotated Bibliography through 2002. Jefferson, NC: McFarland & Company, Inc. ISBN 978-0-78-641748-3.
- Fields, Nic; illustrated by Donato Spedaliere (2004). Mycenaean Citadels c. 1350–1200 BC (3rd изд.). Oxford: Osprey Publishing. ISBN 9781841767628.books
- Fields, Nic; illustrated by Brian Delf (2006). Bronze Age War Chariots. Oxford: Osprey. ISBN 9781841769448.
- Finley, Moses I. (1954). The World of Odysseus. New York, NY: New York Review Books. ISBN 978-1-59-017017-5.
- Fisher, Elizabeth A. (1998). The Mycenaeans and Apulia. An Examination of Aegean Bronze Age Contacts with Apulia in Eastern Magna Grecia. Jonsered, Sweden: Astrom.
- Freeman, Charles (2014). Egypt, Greece and Rome: Civilizations of the Ancient Mediterranean (3rd изд.). Oxford: Oxford University Press. ISBN 9780199651924.
- Furumark, Arne (1941). The Mycenaean Pottery: Analysis and Classification. Stockholm: Victor Pettersons Bokindustriaktiebolag.
- Graziado, Giampaolo (јул 1991). „The Process of Social Stratification at Mycenae in the Shaft Grave Period: A Comparative Examination of the Evidence”. American Journal of Archaeology. 95 (3): 403—440. JSTOR 505489. doi:10.2307/505489.
- Hägg, Robin; Marinatos, Nannó (1981). Sanctuaries and Cults in the Aegean Bronze Age: Proceedings of the First International Symposium at the Swedish Institute in Athens, 12–13 May, 1980. Stockholm: Svenska Institutet i Athen. ISBN 978-9-18-508643-6.
- Hajnal, Ivo; Posch, Claudia (2009). „Graeco-Anatolian Contacts in the Mycenaean Period”. Sprachwissenschaft Innsbruck Institut für Sprachen und Literaturen. Приступљено 4. 4. 2015.
- Hammond, Nicholas G.L. (1967). „Tumulus Burial in Albania, the Grave Circles of Mycenae, and the Indo-Europeans”. Annual of the British School at Athens. 62: 77—105. doi:10.1017/S006824540001409X.
- Hammond, Nicholas G.L. (1976). Migrations and Invasions in Greece and Adjacent Areas. Park Ridge, NJ: Noyes Press. ISBN 978-0-8155-5047-1.
- Hansen, William F. (2004). Handbook of Classical Mythology. Santa Barbara, CA: ABC-CLIO. ISBN 978-1-57-607226-4.
- Howard, Dan (2011). Bronze Age Military Equipment. Barnsley: Pen & Sword Military. ISBN 9781848842939.
- Hruby, Julie (2017). „3 Finding haute cuisine: Identifying shifts in food styles from cooking vessels”.  Ур.: Hruby, Julie; Trusty, Debra. From Cooking Vessels to Cultural Practices in the Late Bronze Age Aegean. Oxford and Philadelphia: Oxbow Books. стр. 15—26. ISBN 9781785706325.
- Hughes-Brock, Helen (1999). „Mycenaean Beads: Gender and Social Contexts”. Oxford Journal of Archaeology. 18 (3): 277—296. doi:10.1111/1468-0092.00084.
- Iacovou, Maria (2013). „Chapter Twenty-Two Aegean-Style Material Culture in Late Cypriot III: Minimal Evidence, Maximum Interpretation”.  Ур.: Killebrew, Ann E.; Lehmann, Gunnar. The Philistines and other "Sea Peoples" in Text and Archaeology. Atlanta, GA: Society of Biblical Literature. стр. 585—618. ISBN 978-1-58-983721-8.
- Immerwahr, Sara A. (1990). Aegean Painting in the Bronze Age. University Park: Pennsylvania State University Press. ISBN 978-0-27-100628-4.
- Kagan, Donald; Viggiano, Gregory F. (2013). Men of Bronze: Hoplite Warfare in Ancient Greece. Princeton, NJ: Princeton University Press. ISBN 9781400846306.
- Kelder, Jorrit M. (2010). The Kingdom of Mycenae: A Great Kingdom in the Late Bronze Age Aegean. Bethesda, MD: CDL Press. Приступљено 18. 3. 2015.
- Kling, Barbara (1989). Mycenaean IIIC:1b and Related Pottery in Cyprus. Lund: P. Aströms Förlag. ISBN 978-9-18-609893-3.
- Latacz, Joachim (2004). Troy and Homer: Towards a Solution of an Old Mystery. Oxford: Oxford University Press. ISBN 9780199263080.
- Lazaridis, Iosif; Mittnik, Alissa; Patterson, Nick; Mallick, Swapan; Rohland, Nadin; Pfrengle, Saskia; Furtwängler, Anja; Peltzer, Alexander; Posth, Cosimo; Vasilakis, Andonis; McGeorge, P. J. P.; Konsolaki-Yannopoulou, Eleni; Korres, George; Martlew, Holley; Michalodimitrakis, Manolis; Özsait, Mehmet; Özsait, Nesrin; Papathanasiou, Anastasia; Richards, Michael; Roodenberg, Songül Alpaslan; Tzedakis, Yannis; Arnott, Robert; Fernandes, Daniel M.; Hughey, Jeffery R.; Lotakis, Dimitra M.; Navas, Patrick A.; Maniatis, Yannis; Stamatoyannopoulos, John A.; Stewardson, Kristin; Stockhammer, Philipp; Pinhasi, Ron; Reich, David; Krause, Johannes; Stamatoyannopoulos, George (2017). „Genetic origins of the Minoans and Mycenaeans”. Nature. 548 (7666): 214—218. Bibcode:2017Natur.548..214L. ISSN 0028-0836. PMC 5565772 . PMID 28783727. doi:10.1038/nature23310.
- Lewartowski, Kazimierz (2000). Late Helladic Simple Graves: A Study of Mycenaean Burial Customs (BAR International Series 878). Oxford: Archaeopress. ISBN 978-1-84-171079-2.
- Littauer, M.A.; Crouwel, J.H. (1996). „Robert Drews and the Role of Chariotry in Bronze Age Greece”. Oxford Journal of Archaeology. 15 (3): 297—305. doi:10.1111/j.1468-0092.1996.tb00087.x.
- Moore, A.D.; Taylour, W.D.; French, Elizabeth Bayard (1999). Well Built Mycenae (Volume 10): The Temple Complex. Warminster, England: Aris & Phillips. ISBN 978-1-84-217000-7.
- Morris, Ian (1996). „Greece: Dark Age Greece”.  Ур.: Fagan, Brian M. The Oxford Companion to Archaeology. Oxford: Oxford University Press. стр. 253—256. ISBN 9780195076189.
- Mylonas, George Emmanuel (1961). Eleusis and the Eleusinian Mysteries. Princeton, NJ: Princeton University Press.
- Mylonas, George Emmanuel (1966). Mycenae and the Mycenaean Age. Princeton, NJ: Princeton University Press. ISBN 9780691035239.
- Nikolaou, Kyriakos (1973). The First Myceneans in Cyprus. Nicosia: Department of Antiquities, Cyprus.
- Nilsson, Martin Persson (1940). Greek Popular Religion. New York: Columbia University Press.
- Nilsson, Martin Persson (1967). Geschichte der Griechischen Religion (3rd изд.). Munich: C.H. Beck Verlag.
- Olsen, Barbara A. (2015). „The Worlds of Penelope: Women in the Mycenaean and Homeric Economies”. Arethusa. 48 (2): 107—138. S2CID 161197955. doi:10.1353/are.2015.0007.
- Olsen, Barbara A. (2014). Women in Mycenaean Greece: The Linear B Tablets from Pylos and Knossos. Hoboken, NJ: Taylor and Francis. ISBN 978-1-31-774795-6.
- Palaima, Tom (1999). „Mycenaean Militarism from a Textual Perspective” (PDF). Polemos: Warfare in the Aegean Bronze Age (Aegaeum). 19: 367—378. Приступљено 14. 10. 2015.
- Papadimitriou, Nikolas (2001). Built Chamber Tombs of Middle and Late Bronze Age Date in Mainland Greece and the Islands (BAR International Series 925). Oxford: John and Erica Hedges Ltd. and Archaeopress. ISBN 978-1-84-171170-6.
- Pelon, Olivier (1976). Tholoi, Tumuli et Cercles Funéraires. Paris: Diffusion de Boccard.
- Peruzzi, Emilio (1980). Mycenaeans in Early Latium. Rome: Edizioni dell'Ateneo & Bizzarri.
- Petrie, Sir William Matthew Flinders (1894). Tell el-Amarna. London: Methuen & Co.
- Renfrew, Colin; Mountjoy, Penelope A.; Macfarlane, Callum (1985). The Archaeology of Cult: The Sanctuary at Phylakopi. London: British School of Archaeology at Athens. ISBN 978-0-50-096021-9.
- Ridgway, David (1992). The First Western Greeks. Cambridge and New York: Cambridge University Press. ISBN 978-0-52-142164-5.
- Runnels, Curtis Neil; Murray, Priscilla (2001). Greece before History: An Archaeological Companion and Guide. Stanford, CA: Stanford University Press. ISBN 978-0-8047-4050-0.
- Sansone, David (2004). Ancient Greek Civilization. Malden (Massachusetts), Oxford (United Kingdom), Carlton (Victoria, Australia): Blackwell Publishing Ltd. ISBN 978-0-631-23236-0.
- Sergent, Bernard (1982). „Penser — et mal penser — les Indo-Européens1 (Note critique)”. Annales. Histoire, Sciences Sociales (на језику: енглески). 37 (4): 669—681. ISSN 0395-2649. doi:10.3406/ahess.1982.282879.
- Shear, Ione Mylonas (јануар 2000). „Excavations on the Acropolis of Midea: Results of the Greek–Swedish Excavations under the Direction of Katie Demakopoulou and Paul Åström”. American Journal of Archaeology. 104 (1): 133—134. JSTOR 506802. doi:10.2307/506802.
- Schofield, Louise (2006). The Mycenaeans. Los Angeles, CA: J. Paul Getty Museum. ISBN 9780892368679.
- Stocker, Sharon R.; Davis, Jack L. (2017). „The Combat Agate from the Grave of the Griffin Warrior at Pylos”. Hesperia: The Journal of the American School of Classical Studies at Athens. 86 (4): 583—605. JSTOR 10.2972/hesperia.86.4.0583. doi:10.2972/hesperia.86.4.0583.
- Stubbings, Frank H. (1951). Mycenaean Pottery from the Levant. Cambridge: Cambridge University Press.
- Tandy, David W. (2001). Prehistory and History: Ethnicity, Class and Political Economy. Montréal, Québec, Canada: Black Rose Books Limited. ISBN 978-1-55164-188-1.
- Tartaron, Thomas F. (2013). Maritime Networks in the Mycenaean World. Cambridge: Cambridge University Press. ISBN 9781107067134.
- Taylour, Lord William; French, Elizabeth Bayard; Wardle, K.A. (2007). Well Built Mycenae (Volume 13): The Helleno-British Excavations within the Citadel at Mycenae 1959–1969. Warminster, England: Aris & Phillips. ISBN 978-1-84-217295-7.
- Taylour, Lord William (1969). „Mycenae, 1968”. Antiquity. 43 (170): 91—97. doi:10.1017/S0003598X00040187.
- Taylour, Lord William (1970). „New Light on Mycenaean Religion”. Antiquity. 44 (176): 270—280. doi:10.1017/S0003598X00041740.
- Taylour, Lord William (1958). Mycenaean Pottery in Italy and Adjacent Areas. Cambridge: Cambridge University Press.
- Thomas, Carol G. (1995). „The Components of Political Identity in Mycenaean Greece” (PDF). Aegaeum. 12: 349—354. Архивирано из оригинала (PDF) 29. 9. 2013. г.
- van Wijngaarden, Geert Jan (2002). Use and Appreciation of Mycenaean Pottery in the Levant, Cyprus and Italy (1600–1200 BC). Amsterdam: Amsterdam University Press. ISBN 978-9-05-356482-0.
- Vianello, Andrea (2005). Late Bronze Age Mycenaean and Italic Products in the West Mediterranean: A Social and Economic Analysis. Oxford: Archaeopress. ISBN 978-1-84-171875-0.
- Wardle, K.A.; Wardle, Diana (1997). Cities of Legend: The Mycenaean World. London: Bristol Classical Press. ISBN 978-1-85-399355-8.
- Whittaker von Hofsten, Helène (2007). „Reflections on the Social Status of Mycenaean Women”.  Ур.: Lovén, Lena Larsson; Strömberg, Agneta. Public Roles and Personal Status Men and Women in Antiquity. Sävedalen: Paul Åströms Förlag. стр. 3—18. ISBN 9789170812378.
- Wikander, Örjan (1990). „Archaic Roof Tiles the First Generations”. Hesperia. 59 (1): 285—290. JSTOR 148143. doi:10.2307/148143.
- Anthony, David W. (2007). The Horse, the Wheel, and Language: How Bronze-Age Riders from the Eurasian Steppes Shaped the Modern World. Princeton, NJ: Princeton University Press. ISBN 978-0-691-05887-0.
- Barlow, Jane Atwood; Bolger, Diane L.; Kling, Barbara (1991). Cypriot Ceramics: Reading the Prehistoric Record. Philadelphia, PA: University of Pennsylvania Museum of Archaeology and Anthropology. ISBN 978-0-92-417110-9.
- Burkert, Walter (1987) [1985]. Greek Religion: Archaic and Classical. Oxford and Malden: Blackwell Publishing Limited. ISBN 978-1-11-872499-6.
- De Fidio, Pia. "Potere politico et funzione del sacro nella società micenee". In: Mélanges Pierre Lévêque. Tome 4: Religion. Besançon: Université de Franche-Comté, 1990. pp. 151–171. (Annales littéraires de l'Université de Besançon, 413) [www.persee.fr/doc/ista_0000-0000_1990_ant_413_1_2286]
- Doumas, Christos (1980). Thera and the Aegean World II: Papers Presented at the Second International Scientific Congress, Santorini, Greece, August 1978. London: Thera and the Aegean World. ISBN 978-0-95-061332-1.
- French, Elizabeth Bayard (2002). Mycenae: Agamemnon's Capital. Stroud: Tempus. ISBN 978-0-7524-1951-0.
- Gitin, Seymour; Mazar, Amihay; Stern, Ephraim; Dothan, Trude Krakauer (1998). Mediterranean Peoples in Transition: Thirteenth to Early Tenth Centuries BCE. Jerusalem: Israel Exploration Society. ISBN 978-9-65-221036-4.
- Güterbock, Hans G. (април 1983). „The Hittites and the Aegean World: Part 1. The Ahhiyawa Problem Reconsidered”. American Journal of Archaeology. 87 (2): 133—138. JSTOR 504928. doi:10.2307/504928.
- Güterbock, Hans G. (јун 1984). „Hittites and Akhaeans: A New Look”. Proceedings of the American Philosophical Society. 128 (2): 114—122.
- Hagg, Robin; Wells, Berit (1978). Opuscula Atheniensia XII. Lund: Paul Astroms Forlag. ISBN 978-9-18-508612-2.
- Hänsel, B. (ed.); Podzuweit, Christian (1982). „Die mykenische Welt und Troja”. Südosteuropa zwischen 1600 und 1000 V. Chr. (на језику: немачки). Berlin: Moreland Editions. стр. 65—88.
- Higgins, Reynold Alleyne (1997). Minoan and Mycenaean Art. London and New York: Thames & Hudson. ISBN 978-0-50-020303-3.
- Hooker, J.T. (1976). Mycenaean Greece. London: Routledge & Kegan Paul. ISBN 9780710083791.
- Huxley, G.L. (1960). Achaeans and Greeks. Oxford and New York: Oxford University Press.
- Mellink, Machteld J. (април 1983). „The Hittites and the Aegean World: Part 2. Archaeological Comments on Ahhiyawa-Achaians in Western Anatolia”. American Journal of Archaeology. 87 (2): 138—141. JSTOR 504929. doi:10.2307/504929.
- Mountjoy, Penelope A. (1986). Mycenaean Decorated Pottery: A Guide to Identification (Studies in Mediterranean Archaeology 73). Göteborg: Paul Aströms Forlag. ISBN 978-9-18-609832-2.
- Nur, Amos; Cline, Eric (2000). „Poseidon's Horses: Plate Tectonics and Earthquake Storms in the Late Bronze Age Aegean and Eastern Mediterranean” (PDF). Journal of Archaeological Science. 27 (1): 43—63. doi:10.1006/jasc.1999.0431. Архивирано из оригинала (PDF) 21. 9. 2006. г.
- Preziosi, Donald; Hitchcock, Louise A. (1999). Aegean Art and Architecture. Oxford: Oxford University Press. ISBN 978-0-19-284208-4.
- Robertson, Martin (1959). Les Grands siècles de la peinture: La peinture Grecque. Genève-Paris: Skira.
- Skeat, T.C. (1934). The Dorians in Archaeology. London: de la More Press.
- Taylour, Lord William (1990) [1964]. The Mycenaeans. London: Thames & Hudson Limited. ISBN 978-0-50-027586-3.
- Vermeule, Emily; Karageorghis, Vassos (1982). Mycenaean Pictorial Vase Painting. Cambridge, MA: Harvard University Press. ISBN 978-0-67-459650-4.
- Vermeule, Emily Townsend (март 1960). „The Fall of the Mycenaean Empire”. Archaeology. 13 (1): 66—76. JSTOR 41663738.
- Weiss, Barry (јун 1982). „The Decline of Late Bronze Age Civilization as a Possible Response to Climatic Change”. Climatic Change. 4 (2): 173—198. Bibcode:1982ClCh....4..173W. ISSN 0165-0009. S2CID 154059624. doi:10.1007/bf00140587.
- Espace civil, espace religieux en Égée durant la période mycénienne. Approches épigraphique, linguistique et archéologique. Actes des journées d'archéologie et de philologie mycéniennes, Lyon, 1er février et 1er mars 2007. Lyon: Maison de l'Orient et de la Méditerranée Jean Pouilloux, 2010. -1 p. (Travaux de la Maison de l'Orient et de la Méditerranée, 54) [www.persee.fr/issue/mom_1955-4982_2010_act_54_1]